# Wilhelm Eisenarm
Wilhelm Eisenarm († 1046) war ein normannischer Herrscher und einer der Söhne des Tankred von Hauteville. Gemeinsam mit seinem Bruder Drogo von Hauteville verließ er als einer der ersten die Normandie und zog nach Unteritalien, wo er zum Wegbereiter seines später nachfolgenden jüngeren Halbbruders Robert Guiskard werden sollte.
Wilhelm und Drogo kämpften als Söldner unter Führung des normannischen Grafen Rainulf von Aversa auf der Seite der Byzantiner bei deren letztem Versuch, Sizilien von den Sarazenen zu befreien. Während der Belagerung von Syrakus 1038 erhielt Wilhelm dann vermutlich seinen Beinamen fereabrachia, deutsch: »Eisenarm«. Nach der Niederschlagung eines apulischen Aufstandes 1040 wurden die beiden Brüder von Rainulf schließlich 1042 zu Kommandanten kleinerer Einheiten von je 25 Mann befördert. Zwölf dieser Kompanien überließ Rainulf einem gewissen Arduin, der die Stadttruppen von Melfi befehligte, zur schnellen Beseitigung neuer Aufstände. Später, nach einer Entlarvung zweier Verräter, scheint das Heer Wilhelm sogar zu einem Anführer gemacht zu haben.
Die Riege der zwölf Kapitane wurde nach dem Verrat rasch wieder komplettiert und ein jeder der zwölf Anführer sollte wenig später durch ein Bündnis mit Waimar IV. von diesem in den Grafenstand erhoben werden. Die Ausstattung hatten die condottieri sich selbst zu verschaffen: Es galt jeder als mit dem belehnt, was er erobern würde. Gemeinsames Zentrum sollte Melfi sein. Um diese Zeit tauchte auch erstmals der dritte Hauteville, Humfred, in Unteritalien auf, sodass das Brudertrio die Melfi im Nordosten vorgelagerten Städtchen Ascoli Satriano, Lavello und Venosa samt der dazwischen liegenden Gegend beherrschen konnte. Für die weitere Versorgung wurde im Umland geplündert.
Als Wilhelm Eisenarm dann 1046 starb, wurde Drogo sein Nachfolger. Im Frühjahr 1047 bestätigte der in Italien weilende Kaiser Heinrich III. sowohl Drogo als auch Rainulfs Nachfolger in der zweiten wichtigen, asclittinischen Normannensippe, Rainulf Trincanocte, alle eroberten Besitzungen. Drogo nannte sich dux et magister Italiae comesque Normannorum totius Apuliae et Calabriae, auch wenn von einer weiterbestehenden Abhängigkeit von Waimar IV. ausgegangen werden kann. Gleichzeitig belehnte Heinrich III. Pandulf IV. wieder mit Capua (nachdem 1038 Konrad II. dies Waimar übereignet hatte).